# Miloš Mihajlov
Milos Mihajlov (en serbe : Милош Михајлов), né le 15 décembre 1982 à Belgrade, est un footballeur serbe évoluant au poste de défenseur central au FC Jetyssou Taldykourgan au Kazakhstan.